# السعي للإصابة بعدوى فيروس الإيدز

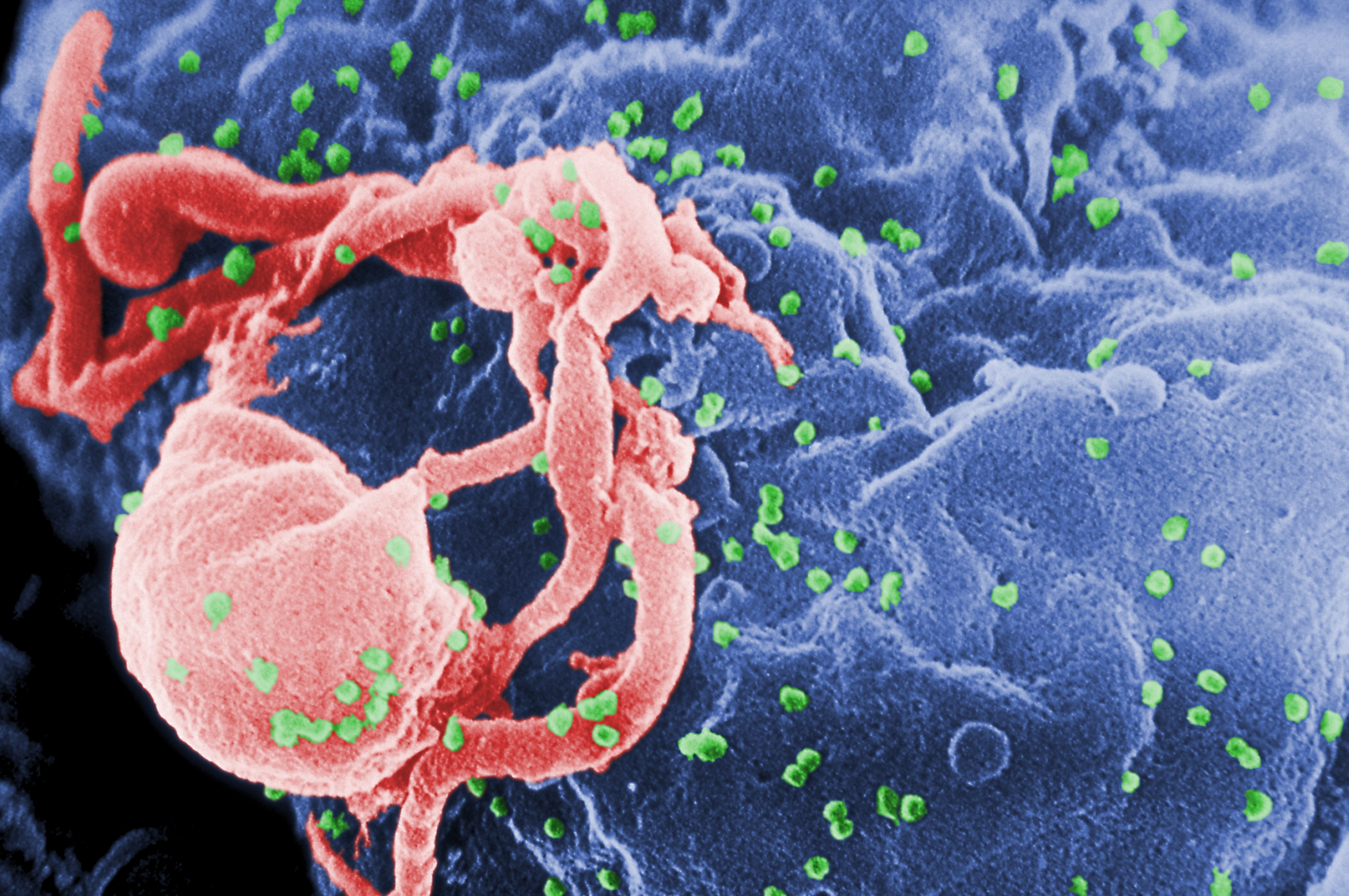

السعي للإصابة بعدوى فيروس الإيدز (بالإنجليزية: Bugchasing)‏ هي سعي بعض الأشخاص لنقل فيروس الإيدز اليهم وتعد من أنواع الثقافة المرفوضة ما يتضمن رغبة بعض الاشخاص وسعيهم لانتقال عدوى فيروس HIV عن طريق البحث عن مصابين بفيروس HIV والاتصال الجنسي بهم بكامل إرادتهم دون استخدام أي شكل من أشكال الحماية. وفي اللغة الدارجة، يُطلق على الذين يسعون لنقل الفيروس لأنفسهم اسم (مُلاحِقو المتاعب أو المتلقي) (bugchaser) وتعني السعي لنقل عدوى فيروس HIV إليه، في حين يطلق اسم المانحون (giftgiver) على من ينقلون العدوى إليهم. من الأهمية بمكان التمييز بين هذه الظاهرة وبين الظاهرة المعروفة باسم (Bareback)؛ وهي الظاهرة التي تفسر تفضيل البعض القيام باتصال جنسي دون استخدام وسيلة للحماية على الرغم من عدم رغبتهم في انتقال عدوى فيروس HIV إليهم."
ويظل المدى الذي وصلت إليه هذه الظاهرة غير معروف إلى حد بعيد. ولا يهدف كل من يعلن عن انتمائه لهذه الثقافة المرفوضة إلى نشر فيروس HIV. فطرفا هذه العلاقة - المرفوضة والتي تتصف بنوع من الاختلال النفسي - المتلقون والمانحون يحاولون التواصل مع بعضهم البعض عن طريق شبكة الإنترنت. كما ينظم بعض المتلقين حفلات يطلقون عليها اسم "bug parties" أو "conversion parties" والمشاركة فيها،  وهي حفلات جنسية يتشارك فيها الرجال المصابون بفيروس HIV وآخرون غير مصابين به من خلال ممارسة الجنس دون استخدام وسائل للحماية أملاً في انتقال عدوى الفيروس إليهم ("getting the gift").

## وصلات إضافية
- Times Online article: HIV sex parties 'spread disease', September 29, 2005
- Bug Chasers: The men who long to be HIV+ — the Rolling Stone article
- Media Life magazine on the Rolling Stone article, January 24, 2003
- Salon.com article on the Rolling Stone article, by أندرو سوليفان
- "THE GIFT" (documentary)2003 The Phenomenon of deliberate HIV infection
- BBC News story: HIV 'bug chasers': Fantasy or fact?, 10 April 2006